# Ко то тамо пева (албум)
Ко то тамо пева је други албум певача Бојана Томовића. Албум је издат 2006. године за издавачку кућу Гранд продукција. Песме Немој да ме оставиш, Платиће ми и Још неко време му је написао Јован Пеурача, док је остале песме Томовић сам написао.

## Списак песама
| №   | Назив               | Трајање |  |
| 1.  | Ко то тамо пева?    |         |  |
| 2.  | Немој да ме оставиш |         |  |
| 3.  | Nokia               |         |  |
| 4.  | Ко је тај?          |         |  |
| 5.  | Сјај за усне        |         |  |
| 6.  | Платиће ми          |         |  |
| 7.  | Још неко време      |         |  |
| 8.  | То није то          |         |  |
| 9.  | Да ли да приђем     |         |  |
| 10. | Ипак се окреће      |         |  |